# Казарцев, Александр Игнатьевич
Александр Игнатьевич Казарцев (12 (25) августа 1901 года, село Тальменка, Барнаульский уезд, Томская губерния (ныне посёлок и районный центр Алтайского края) — 16 июня 1985 года, Москва) — советский военачальник, Герой Советского Союза (1.11.1943), генерал-полковник (1958).

## Начальная биография
Родился 12 (25) августа 1901 года в селе Тальменка Барнаульского уезда Томской губернии в семье крестьянина. Окончил 3 класса школы.

## Гражданская война
В Красную Армию вступил добровольцем в январе 1920 года. В качестве красноармейца 229-го стрелкового полка 26-й стрелковой дивизии Восточного фронта принимал участие в Гражданской войне в боях против войск атаманов Дутова и Анненкова, в ликвидации войск барона Унгерна в Забайкалье, Кайгородова в Алтае.

## Межвоенный период
С окончанием войны Казарцев командовал отделением, а затем был помощником командира в том же полку до августа 1922 года.
В 1923 и в 1926 годах оканчивал Сибирские повторные курсы комсостава, находившиеся в Иркутске. С мая 1923 года Казарцев командовал взводом в 77-м стрелковом полку 26-й стрелковой дивизии Сибирского военного округа (Татарск), затем в 35-м стрелковом полку 12-й стрелковой дивизии, а после 1926 года в том же полку Казарцев служил помощником командира пулемётной роты, командиром и политруком роты. С мая по сентябрь 1932 года командовал батальоном в 218-м стрелковом полку 73-й стрелковой дивизии Сибирского ВО.
В 1936 году окончил Военную академию РККА имени М. В. Фрунзе. С сентября 1936 года служил помощником начальника и начальником 1-й (оперативной) части штаба 92-й стрелковой дивизии ОКДВА, а с декабря 1938 года — начальником штаба этой дивизии. С марта 1941 года был начальником штаба 26-го стрелкового корпуса (1-я Краснознамённая армия, Дальневосточный фронт).

## Великая Отечественная и советско-японская войны
В марте 1942 года полковник Казарцев был назначен на должность командира 87-й стрелковой дивизии, формировавшейся на Дальнем Востоке и с июня 1942 года в должности командира 87-й стрелковой дивизии (62-я армия) принимал участие в Великой Отечественной войне. Дивизия отличилась в период обороны с июля по август во время Сталинградской битвы, но в конце августа во время марша дивизия была перехвачена танками войск противника в районе Песковатка — Вертячий, при этом понеся огромные потери. После этого дивизия была сведена в т. н. «оперативную группу полковника Казарцева». 14 сентября эту группу вывели в резерв, где дивизия была воссоздана заново. Уже 23 ноября она вновь вступила в бой в составе 57-й армии, отличившись в Котельниковской наступательной операции. 12 января 1943 года Казарцев был освобождён от должности командира дивизии по болезни и направлен в госпиталь.
С марта 1943 года находился на должности командира 126-й стрелковой дивизии (51-я армия). Дивизия приняла участие в Донбасской операции (13 августа — 22 сентября 1943 г), в которой совместно с 271-й стрелковой дивизией за несколько часов освободила крупный город Горловку. Приказом Верховного Главнокомандующего И. В. Сталина от 8 сентября 1943 года № 9, за эту победу 126-я стрелковая дивизия получила почётное наименование «Горловская».
Командир 126-й стрелковой дивизии (54-й стрелковый корпус, 51-я армия, 4-й Украинский фронт) проявил особые мужество и воинское мастерство в ходе Мелитопольской наступательной операции. При штурме города Мелитополь в октябре 1943 года Казарцев умело руководил действиями штурмовых отрядов на улицах города, превращённого противником в крупный узел обороны. Во время освобождения города дивизия уничтожила более 5 000 гитлеровцев, 66 танков и 11 штурмовых орудий, 7 бронемашин.
Указом № 1297 Президиума Верховного Совета СССР от 1 ноября 1943 года «за образцовое выполнение боевых заданий Командования по прорыву укреплённой полосы немцев и освобождению города Мелитополь и проявленные при этом отвагу и геройство» генерал-майору Александру Игнатьевичу Казарцеву присвоено звание Героя Советского Союза с вручением ордена Ленина и медали «Золотая Звезда».
Позднее дивизия была передана в 2-ю гвардейскую армию и в её рядах отличилась в Крымской наступательной операции и в штурме Севастополя.
С июня 1944 года Казарцев командовал 72-м стрелковым корпусом (5-я гвардейская армия, 3-й Белорусский фронт). Корпус принимал участие в Белорусской и Восточно-Прусской наступательных операциях и при освобождении городов Вильнюс, Шакяй, Кудиркос-Науместис, Каунас, Ковно, Инстербург (ныне — Черняховск, Калининградская область). Под его командованием корпус получил почётное наименование «Ковенский». С 20 апреля 1945 года корпус находился в резерве Ставки ВГК, готовясь к передислокации на Дальний Восток, был туда отправлен в июне.
В должности командира 72-го стрелкового корпуса 5-й армии 1-го Дальневосточного фронта Александр Казарцев принимал участие в советско-японской войне в Харбино-Гиринской операции, при форсировании рек Мулинхэ и Муданьцзян и прорыве Волынского укрепрайона Квантунской армии.

## Послевоенный период

Могила Казарцева на Кунцевском кладбище.

Освобождён от командования корпусом в сентябре 1945 года, хотя официально оставался его командиром до февраля 1946 года. В 1947 году Казарцев окончил Высшие академические курсы при Высшей военной академии имени К. Е. Ворошилова и с мая 1947 года командовал 3-м горнострелковым корпусом (Прикарпатский военный округ).
С 1949 года Александр Казарцев служил в Войсках противовоздушной обороны. С декабря 1949 по июнь 1953 года работал помощником командующего войсками Московского района ПВО и одновременно курировал разработку противоракетной системы С-25, с июня 1953 по декабрь 1954 года — заместителем командующего Войсками ПВО, с декабря 1954 по август 1956 года — заместителем командующего войсками Белорусского военного округа по ПВО.
С августа 1956 по апрель 1959 года Александр Казарцев командовал Особой Ленинградской армией ПВО и одновременно был заместителем командующего войсками Ленинградского военного округа по ПВО. С апреля 1959 по июнь 1960 года — начальник тыла Войск ПВО страны. В июне 1960 года генерал-полковник А. И. Казарцев уволен в отставку.
Жил в Москве. Умер 16 июня 1985 года. Похоронен на Кунцевском кладбище в Москве (участок 9-2).

## Память
- В честь Казарцева названа улица в городе Горловка (Донецкая область, Украина), где в 2010 году была установлена мемориальная доска.
- В 1966 году в Мелитополе в честь Казарцева названа улица.
- В 1968 году ему присвоено звание Почётный гражданин Мелитополя.
- Почётный гражданин города Армянск (Крым)[5].

## Награды
- Медаль «Золотая Звезда» Героя Советского Союза (1.11.1943);
- три ордена Ленина (1.11.1943, 19.04.1945, 30.04.1945);
- три ордена Красного Знамени (28.06.1943, 3.11.1944, 15.11.1950);
- орден Кутузова 1-й степени (8.09.1945);
- два ордена Суворова 2-й степени (16.05.1944, 4.07.1944);
- орден Кутузова 2-й степени (17.09.1943);
- орден Отечественной войны 1-й степени (11.03.1985);
- медаль «За оборону Сталинграда»;
- медаль «За взятие Кёнигсберга»;
- Другие медали СССР.

## Воинские звания
- Капитан (1936)
- Майор (21.01.1939)
- Подполковник (8.10.1940)
- Полковник (5.01.1942)
- Генерал-майор (15.09.1943)
- Генерал-лейтенант (8.09.1945)
- Генерал-полковник (18.02.1958)